# Bonbon de chocolat
Pour les articles homonymes, voir Bonbon (homonymie).

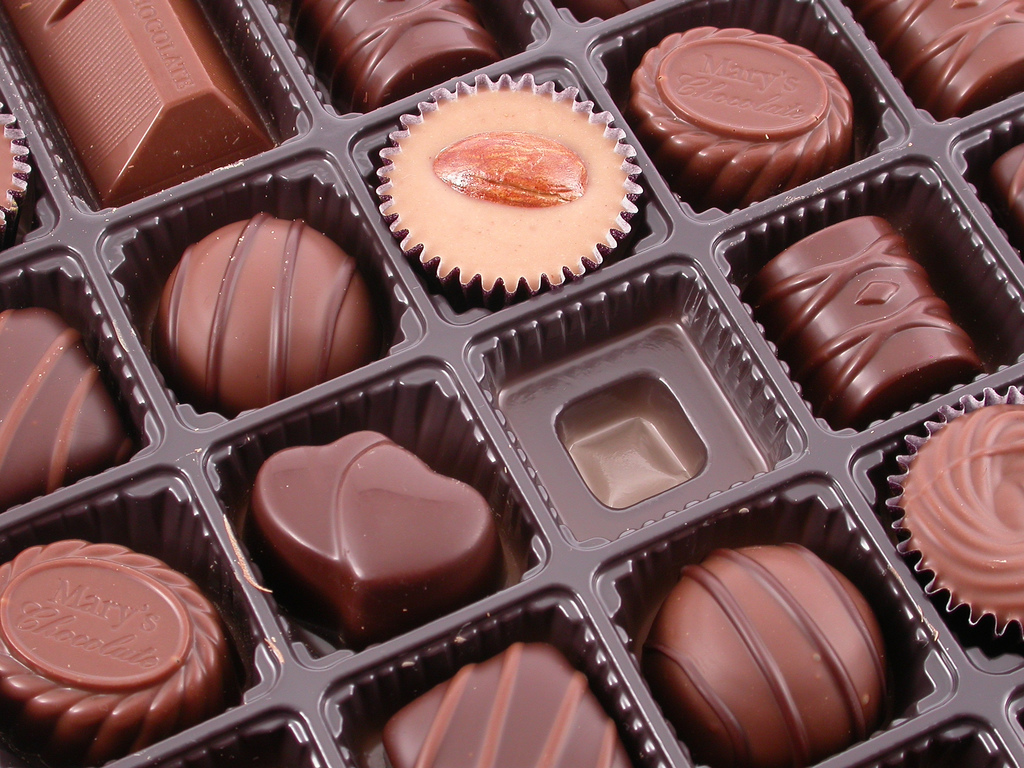
Boîte de bonbons de chocolat

Un bonbon de chocolat (aussi appelé crotte) est une confiserie dont l'ingrédient principal est le chocolat.

## Législation
Selon la législation française, le bonbon de chocolat doit être composé d'au moins 25% de chocolat et peut se présenter sous plusieurs formes :
- chocolat fourré de la taille d'une bouchée,
- juxtaposition de différents chocolats,
- mélange de chocolat et d'autres ingrédients comestibles.

## Types de bonbons de chocolat

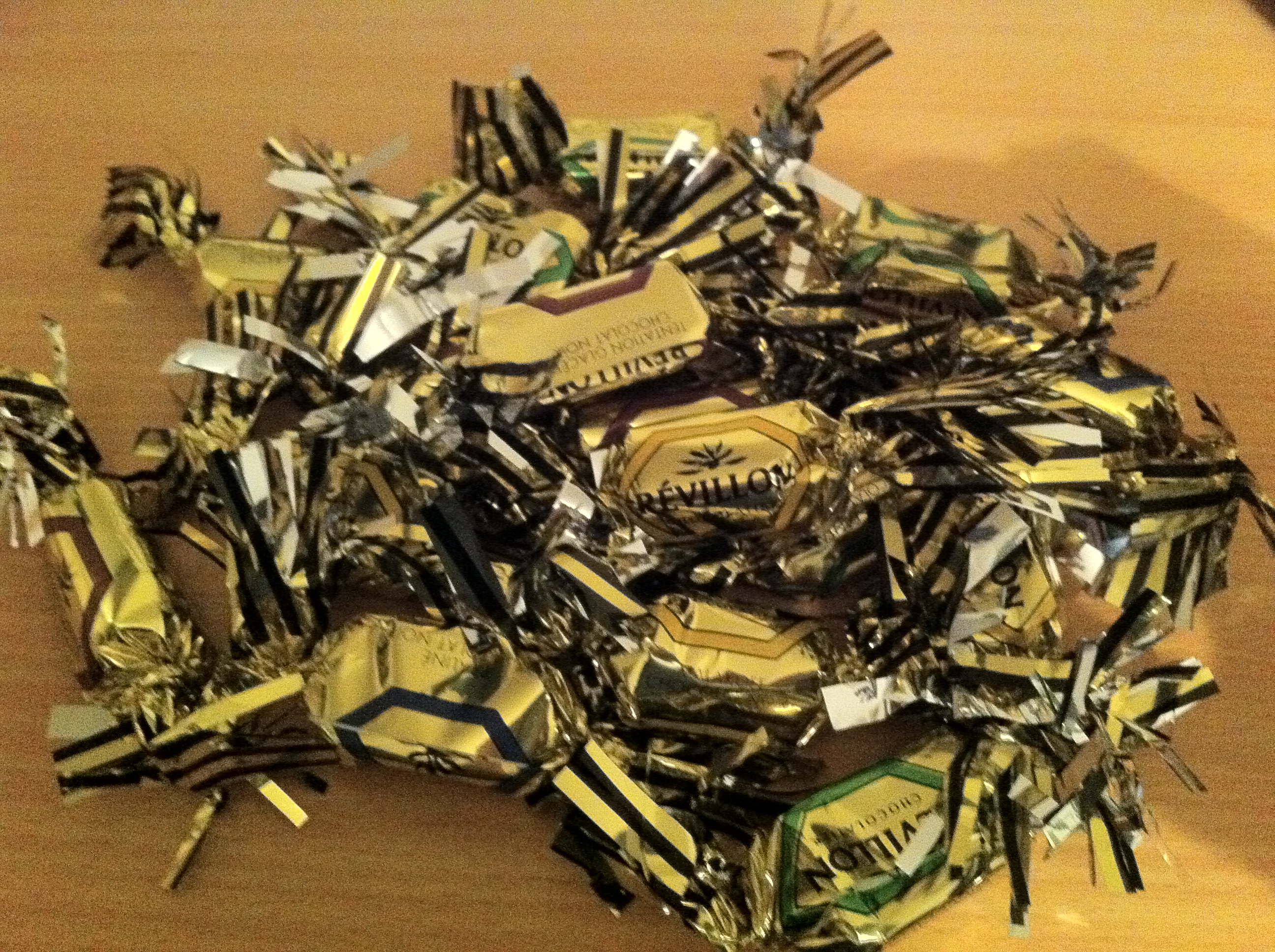
Des papillotes.

- Truffe en chocolat
- Papillote
- Mon chéri
- Boule de Mozart